# Calociasma lilina
Calociasma lilina är en fjärilsart som beskrevs av Butler 1870. Calociasma lilina ingår i släktet Calociasma och familjen Riodinidae. Inga underarter finns listade i Catalogue of Life.